# 鍋島騒動
鍋島騒動（なべしまそうどう）は、肥前佐賀藩で起こったお家騒動。鍋島化け猫騒動（なべしまばけねこそうどう）として有名であるが、ここでは史実の出来事について記述する。化け猫伝説については鍋島の化け猫騒動を参照。

## 経歴

### 騒動まで
天正12年（1584年）、沖田畷の戦いで龍造寺隆信が敗死し、後を継いだ龍造寺政家が病弱だったため、実際の国政は隆信の義弟で重臣である鍋島直茂が掌握した。天正18年（1590年）には豊臣秀吉の命により、政家は隠居させられ、家督は嫡男の龍造寺高房が相続した。秀吉は高房に所領安堵の朱印状を与えたが、同時に鍋島直茂にも4万4000石、その嫡男である鍋島勝茂にも7000石の所領安堵を認めている。つまり鍋島氏は龍造寺氏の家臣でありながら、大名並の所領を秀吉から承認され、同時に国政の実権を握っていたこともそのまま承認されたといってよいのである。秀吉の朝鮮出兵が始まると、直茂と勝茂は龍造寺軍を率いて渡海している。

### 騒動へ
秀吉の死後、覇者となった徳川家康も龍造寺氏を無視し、鍋島氏の肥前支配を承認していた。そのため、国主である龍造寺高房は名目上の国主という立場にとどめられ、家康の監視下に置かれていた。成長した高房はこの立場に絶望し、慶長12年（1607年）3月3日、江戸桜田屋敷で妻を刺殺した後、自殺を図る。家臣がこれを寸前で食い止め、医師が治療したため、高房の自殺は未遂に終わった。しかし高房の傷は思ったよりも深く、次第に高房は精神を病んでいき、再び自殺を図ろうとした。このときに腹部の傷が破れて出血多量により、9月6日に死去したのである。父親である政家の心痛は深く、これに生来病弱な体が耐え切れず、10月2日に後を追うように病死した。これにより、龍造寺氏の本家は断絶したかに見えた。
このため、龍造寺の分家である多久氏・須古氏・諫早氏などは高房の後継者として龍造寺本家を盛り立てた功臣・鍋島直茂の嫡男・勝茂を推挙した。幕府もこれを承認し、ここに鍋島氏を肥前の国主とする佐賀藩が正式に成立したのである。慶長18年（1613年）には直茂に対して、幕府から佐賀藩35万7000石の所領安堵の朱印状が交付されている。
無念の死を遂げた高房の遺体は、江戸で火葬された後、佐賀城下の泰長院に葬られた。ところがそれから、高房の亡霊が白装束で馬に乗って現れては、夜中に城下を駆け巡るようになったという噂が立つようになる。この話が発展して、高房がかつて飼っていた猫が化けて出て直茂・勝茂に復讐を企て、鍋島氏の忠臣によって最終的には退治されるという化け猫騒動の筋書きとなる。

### その後
しかし、龍造寺本家は政家・高房の死により断絶したわけではなく、高房の子・龍造寺伯庵と高房の実弟・龍造寺主膳が生き残っていた。両者は慶長12年（1607年）当時は若年のため、無視される形になっており、伯庵は直茂の命令で出家させられていたのである。
寛永11年（1634年）、伯庵と主膳は幕府に対して龍造寺家の再興を嘆願した。この訴訟は寛永19年（1642年）まで続けられたが幕府は認めず、伯庵を会津藩の保科正之に預け、主膳は大和郡山藩に預ける処分を下し、事実上、龍造寺家再興の道は絶たれたのである。
龍造寺から実権を奪った直茂は元和4年（1618年）6月3日に81歳で亡くなった。このとき直茂は耳に腫瘍ができ、高齢ながら大往生とはならず激痛に苦しんだ上での半ば悶死であった。そのため、直茂の死は高房の亡霊のしわざではないかと噂された。